# Elisabeth Rethberg
Elisabeth Sättler dite Rethberg est une chanteuse d'opéra, soprano lirico-spinto née à Schwarzenberg/Erzgeb., en royaume de Saxe le 22 septembre 1894 et morte le 6 juin 1976 à Yorktown, dans l'État de New York.

## Biographie
Elle fait des études de piano et de chant au Conservatoire de Dresde.  
Elle débute à l'Opéra de Dresde en 1915 en Arsene dans Der Zigeunerbaron et elle y assure de nombreux rôles différents pendant 7 ans.  
Elle débute en 1922 au Metropolitan Opera de New York en Aïda, son rôle fétiche. Elle y restera jusqu'en 1942, prenant la suite d'Emmy Destinn et devenant la grande rivale de Rosa Ponselle.  
Elle revient à Dresre en 1928 pour créer Hélène d'Égypte de Richard Strauss. Elle chante sur les plus grandes scènes comme l'Opéra de Paris en 1930 (Walkyrie et Aïda) et le Festival de Salzbourg en 1932.  
En 1936, elle est la Aïda de Arturo Toscanini à Covent Garden. Puis Salzbourg acclame sa Maréchale en 1939. 
Son timbre lumineux, sa technique transcendante et son legato impeccable en font une figure majeure du chant durant l'entre-deux-guerres. Elle avait une musicalité qui lui permettait également de briller en concert comme interprète de lieder, notamment de Hugo Wolf. 
Elle fait ses adieux au Metropolitan Opera en 1942 et épouse en 1957 George Cehanovsky, un baryton qui fit également carrière au "Met".